# Los Relámpagos
Los Relámpagos est un groupe espagnol de rock, originaire de Madrid.

## Histoire
Entre la fin des années 1950 et le début des années 1960, un genre musical apparaît sur la scène internationale, qui se passait de la voix chantée et se consacrait uniquement à l'exploitation des possibilités sonores des instruments électroniques tels que les orgues et les guitares. C'est ainsi que sont apparus le rock instrumental, la surf music, le raw, le crude et d'autres sous-styles musicaux, tous instrumentaux.
Los Relámpagos se définissent d'abord comme des admirateurs du groupe américain de rock instrumental Johnny and the Hurricanes et, de fait, les premiers thèmes du groupe espagnol sont très proches de l'esthétique et de la sonorité du groupe américain, mais Los Relámpagos tirent parti d'un type de narration musicale très répandu dans la musique instrumentale : la narration mélodique d'histoires et de vieilles chansons populaires. C'est ainsi qu'à partir de 1965 apparaît un style propre au groupe, qui définira Los Relámpagos : interpréter de vieilles mélodies espagnoles et des compositions classiques d'Albéniz, Turina, Granados, etc. avec des instruments et des rythmes modernes.
En 1968, deux des membres du groupe, Pablo Herrero et José Luis Armenteros, quittent le groupe, mais celui-ci continue à jouer et à enregistrer jusqu'en 1974, date de sa dissolution. Ignacio Sánchez Campins reprend l'orgue, dont il joue également de façon magistrale, et le groupe sort deux nouveaux disques et un single entre 1969 et 1971. Páginas musicales de la Historia de España et Piel de Toro sont les deux œuvres les plus remarquables de cette période. Sur ce dernier album, ainsi que sur deux autres singles, ils ont la collaboration d'un jeune Valencien qui sera plus tard connu dans la scène musicale sous le nom de Juan Camacho, qui a même assuré le chant sur l'un de leurs singles Sobre el andén / Ella, sortis en 1971.
Le groupe se reforme en 2000. En 2001, ils enregistrent un nouvel album, Ayer, hoy y siempre, composé de chansons inédites, dont quatre sont des compositions des frères Sánchez-Campins, les autres étant des reprises de musique espagnole classique, de copla et de zarzuela. Les démos précédentes de l'album sont enregistrées par Diego Cerdán. L'album est publié par El Cocodrilo Récords, le label de José Luis Álvarez.
En 2014, le groupe se reforme avec trois membres historiques : Ignacio Sánchez-Campins, Ricardo López Fuster et Vicente Pastrana, plus l'incorporation à la guitare d'un autre vétéran José Antonio Soler, de Los Rangers et Los Jets, qui remplacera les guitaristes décédés : Juanjo Sánchez et José Luis Armenteros,. Cette dernière formation enregistrera un album, Reflejos de copla sorti chez Rama-Lama en 2019,.